# 아르헨티노스 주니어스
아소시아시온 아틀레티카 아르헨티노스 주니어스(스페인어: Asociación Atlética Argentinos Juniors)는 아르헨티나 부에노스 아이레스의 중심부 파테르날 (La Paternal) 지구를 근거지로 하는 축구 클럽이다. 아르헨티노스는 원래 “시카고의 순교자”라고 불렸는데, 1886년 미국 시카고에서 일어난 헤이마켓 폭동 당시에 투옥되거나 교수형을 당한 여덟 명의 무정부주의자들을 기리기 위해서였다.

## 유니폼
아르헨티노스의 붉은 유니폼엔 오른쪽 어깨에서 왼쪽 허리로 내려가는 흰 대각선이 있다. 아르헨티노스는 클럽 초창기를 잠깐을 제외하곤 1917년부터 계속 빨간색과 흰색을 유니폼 색상으로 사용해 왔는데, 당시 세계적인 반향을 불렀던 사회주의의 태동에 영향을 받은 것이다.

## 우승 기록

#### 프리메라 디비시온: 2회
- 1984년 - 메트로폴리타노(Metropolitano)
- 1985년 - 나시오날(Nacional)

#### 기타 우승컵
- 1940, 1955, 1996-1997 - 프리메라 B 나시오날 (2부리그)

#### 국제 대회: 2회
- 코파 리베르타도레스: 1985년
- 코파 인테라메리카나: 1985년

## 선수 명단

### 현역
참고: FIFA 자격 규정에 따라 소속된 국가대표팀 국기를 표시합니다. 선수는 복수의 FIFA 비회원국 국적을 가지고 있을 수 있습니다.
| 번호 | 포지션 | 국적     | 이름            |
| ---- | ------ | -------- | --------------- |
| 5    | MF     | 파라과이 | 후안 카르도조   |
| 8    | MF     | 우루과이 | 알란 로드리게스 |

| 번호 | 포지션 | 국적 | 이름 |
| ---- | ------ | ---- | ---- |

## 역대 감독
| 감독                  | 임기        |
| --------------------- | ----------- |
| 세르히오 바티스타     | 2001 ~ 2003 |
| 세르히오 바티스타     | 2004        |
| 페드로 트로글리오     | 2010 ~ 2011 |
| 레오나르도 아스트라다 | 2012        |

## 참고
1. ↑  Marie Trigona (2006년 6월 28일). “Argentina’s soccer passion”. ZNet Online. 2007년 8월 7일에 원본 문서에서 보존된 문서. 2007년 7월 24일에 확인함.
2. ↑  “1900-1920년대 클럽 역사”. 클럽 홈페이지. 2007년 10월 18일에 원본 문서에서 보존된 문서. 2007년 10월 28일에 확인함.

틀:아르헨티노스 주니어스 선수 명단